# Jörg Riechers
Jörg Riechers (* 16. September 1968 in Hamburg) ist ein deutscher Regattasegler, der sich auf Seeregatten spezialisiert hat.
Wettsegeln ist seit 2008 sein Hauptberuf und er war bisher der einzige Deutsche, der Einhandregatten gewinnen konnte und er war der erste deutsche Gewinner einer Transatlantikregatta. 2017 wurde er Zweiter beim berühmten Mini-Transat. Riechers lebt, wie die meisten seiner Einhandsegel-Kollegen, im Westen Frankreichs (Caen).

## Karriere
Riechers begann seine Einhandkarriere in der Classe Mini, einem 6,5 m-Kielboot. Seinen ersten Mini baute er 2008 zusammen mit dem französischen Designer Etienne Bertrand in dessen Garage nahe Paris. Mit diesem Boot gewann Jörg Riechers fast alle wichtigen Einhandregatten bis auf das Mini Transat 2011, welches er trotz eines angebrochenen Kiels noch auf Platz 5 beendete.
Ab 2010 begann Riechers neben dem Mini 6.50 auch Class40 zu segeln. 2010 belegte er bei der berühmten Route du Rhum den 6. Platz im Feld der 44 Boote seiner Klasse.
Ab 2012 widmete sich Riechers fast ausschließlich der Class40 und gewann in dem Jahr fast alle Regatten dieser Klasse, bis auf das Transat Québec Saint-Malo (2. Platz) und die WM (3. Platz).
2013 stieg Jörg Riechers in die Class Imoca ein, um sich auf das Barcelona World Race 2014/15 und das Vendée Globe 2016 vorzubereiten. Am 31. Dezember 2014 startete Riechers mit seinem französischen Co-Skipper Sebastien Audigane beim Barcelona World Race, einer Non Stop Around the World Regatta mit der gecharterten Imoca Renault Captur. Die beiden beendeten das Rennen auf Platz 6 nach 106 Tagen, wobei Reparaturstopps in Neuseeland eine bessere Platzierung verhinderten.
2017 baute er mit Designer Etienne Bertrand in Rekordzeit von nur 7 Wochen einen Mini 6.50 mit dem in Mode gekommenen Scow-Bug. Er wurde beim Mini-Transat 2017 auf Anhieb Zweiter, das beste Ergebnis, das ein Deutscher bei diesem Rennen erzielen konnte. Das Boot ("Lilienthal") wird vom Offshore Team Germany betreut und Morten Bogacki, mit dem Riechers das Fastnet Race gesegelt hatte, wurde damit Dritter bei der 2019er Ausgabe des Mini Transat.
Auch 2018 segelte Riechers weiterhin erfolgreich Mini 6.50 und wurde dritter in der Französischen Einhand Meisterschaft. Er war Mitglied des Offshore Team Germany, das im Frühjahr 2017 den IMOCA "Acciona" erwarb, ein 2011 bei Southern Ocean gebauten Owen-Clark-Design. Nach Unstimmigkeiten über die nötigen Umbauten des Bootes für das Vendeé Globe 2020/21 verließ Riechers das Offshore Team Germany und startete im Herbst 2020 ein eigenes Projekt für Vendeé Globe 2024/25.
2019 war Jörg Riechers Skipper einer Owen-Clarke Class40 der südafrikanischen Werft Cape Racing Yachts. Mit dieser Yacht ersegelte er wiederum auf Anhieb drei Podiums- und zwei sechste Plätze.

## Erfolge
| Klasse      | Jahr | Platz | Regatta                       | Boot                       | Bemerkungen            |
| ----------- | ---- | ----- | ----------------------------- | -------------------------- | ---------------------- |
| Classe Mini | 2008 | 1     | Regata Dos Oceanos            | MARE, Mini 509             |                        |
| Classe Mini | 2009 | 1     | Transgascogne                 | MARE, Mini 753             |                        |
| Classe Mini | 2010 | 1     | Mini Pavois 6.50              | MARE.DE, Mini 753          |                        |
| Classe Mini | 2010 | 1     | Trophée MAP                   | MARE.DE, Mini 753          |                        |
| Classe Mini | 2010 | 1     | Jahreswertung Proto           | MARE.DE, Mini 753          |                        |
| Classe Mini | 2010 | 5     | Mini Transat                  | MARE.DE, Mini 753          |                        |
| Classe Mini | 2012 | 1     | Trophée MAP                   | MARE.DE, Mini 753          |                        |
| Classe Mini | 2013 | 3     | Mini Fastnet                  | MARE.DE, Mini 753          | mit Pierre Brasseur    |
| Classe Mini | 2017 | 3     | Mini Fastnet                  | LILIENTHAL, Mini 934       | mit Robert Stanjek     |
| Classe Mini | 2018 | 3     | LesSable-Horta                | LILIENTHAL, Mini 934       |                        |
| Classe Mini | 2019 | 3     | Mini Transat                  | LILIENTHAL, Mini 934       |                        |
| Class 40    | 2010 | 6     | Route Du Rhum                 | MARE.DE, No.79             |                        |
| Class 40    | 2010 | 6     | Route Du Rhum                 | MARE.DE, No.79             |                        |
| Class 40    | 2011 | 4     | Les Sables-Horta              | MARE.DE, No.79             |                        |
| Class 40    | 2012 | 1     | Transat Solidaire du Chocolat | MARE.DE, No.115            |                        |
| Class 40    | 2013 | 3     | Transat Jacques Vabre         | MARE.DE, No.115            |                        |
| Class 40    | 2015 | 1     | Ocean Race North              | MARE.DE, No.115            |                        |
| Class 40    | 2019 | 1     | RORC Cowes-Cherbourg          | CAPE RACING YACHTS, No.157 |                        |
| Class 40    | 2019 | 3     | Transat Jacques Vabre         | LINKT, No.157              | mit Cedric Chateau     |
| Class 40    | 2020 | 6     | Normandy Channel Race         | CAPE RACING YACHTS, No.157 | mit Axel Trehin        |
| IMOCA       | 2013 | 5     | Rolex Fastnet Race            | MARE                       |                        |
| IMOCA       | 2020 | 6     | Barcelona World Race          | RENAULT CAPTUR, No.157     | mit Sébastien Audigane |